# La traviata (film, 1947)
Pour les articles homonymes, voir La traviata (homonymie) et La traviata.
La traviata (La signora dalle camelie) est un film italien réalisé par Carmine Gallone, sorti en 1947.

## Synopsis
L'écrivain Alexandre Dumas fils et le compositeur Giuseppe Verdi sur la tombe de Marie Duplessis, la plus séduisante des Parisiennes, morte trop tôt de la tuberculose. Dumas passe à Verdi le journal intime de la disparue. Saisi par l'inspiration, Verdi décide de transposer les amours passionnées et tragiques de Marie. Nous en voyons ensuite le résultat, l'opéra "La Traviata"

## Fiche technique
- Titre français : La traviata
- Titre original italien : La signora dalle camelie
- Réalisation : Carmine Gallone
- Scénario : d'après l'opéra de Giuseppe Verdi, sur un livret de Francesco Maria Piave (1853), lui-même inspiré de la pièce d'Alexandre Dumas (fils), La Dame aux camélias (1852)
- Musique : Giuseppe Verdi
- Directeur de la photographie : Arturo Gallea
- Décors : Gastone Medin
- Montage : Niccolo Lazzari
- Ingénieur du son : Ovidio Del Grande
- Producteur : Gregor Rabinovitch
- Sociétés de production : Cine Opera, Grandi Film Storici
- Sociétés de distribution : Columbia (Italie, France)
- Année : 1947
- Durée : 82 minutes
- Dates de sortie :
  - Italie : 22 décembre 1947
  - France : 7 mars 1951

## Distribution
- Nelly Corradi : Violetta Valery
- Gino Mattera : Alfredo Germont
- Manfredi Pelverosi Giorgio Germont
- Flora Marino : Flora Bervoix
- Carlo Lombardi : le baron Douphol
- Massimo Serato : Alexandre Dumas (fils)
- Nerio Bernardi : Giuseppe Verdi
- Tito Gobbi : voix chantée de Giorgio Germont
- Ornella Fineschi : voix chantée de Violetta Verdy
- Arturo La Porta : voix chantée
- Francesco Albanese : voix chantée